# Гомунице (гмина)
Гомунице (пол. Gomunice) — сельская гмина (волость) в Польше, входит как административная единица в Радомщанский повет, Лодзинское воеводство. Население — 6001 человек (на 2004 год).

## Сельские округа
1. Хрусцин
2. Хшановице
3. Гертрудув
4. Гомунице
5. Каркошки
6. Клетня
7. Коцежовы
8. Пящыце
9. Слостовице
10. Вонглин

## Прочие поселения
1. Боровецко-Колёня
2. Хуциско
3. Клетня-Колёня
4. Колёня-Хшановице
5. Колёня-Пящыце
6. Косувка
7. Марянка
8. Пачорковизна
9. Пировы
10. Пудзикув
11. Вельки-Бур
12. Войцехув
13. Вуйцик-Фрышерка
14. Зыгмунтув

## Соседние гмины
1. Гмина Добрышице
2. Гмина Гожковице
3. Гмина Каменьск
4. Гмина Кодромб
5. Гмина Радомско